# Bese Ferenc
Bese Ferenc (Budapest, 1964. július 12.–) magyar politikus, 2019. október 13. óta Budapest XXIII. kerületének Fidesz által támogatott független polgármestere. 

## Élete
1964-ben született gyógyszerész felmenőkkel rendelkező családba. A Veres Pálné Gimnáziumban érettségizett, egyetemi tanulmányait az  Államigazgatási Főiskolán végezte el. 
1997-től a Független Kisgazdapárt tagja volt. Később kilépett a pártból, és független színekben kezdett el politizálni. A 2019-es önkormányzati választáson Soroksár polgármesterévé választották. 2024-ben újraválasztották.

## Külső hivatkozások
- A Nemzeti Választási Iroda honlapján
- 23. kerület - Ittlakunk.hu